# ベルケ・テムル
ベルケ・テムル（モンゴル語: Бэрх Төмөр Berge temür、? - 1317年）とは、13世紀後半にモンゴル帝国に仕えたジャライル部国王ムカリ家出身の領侯（ノヤン）。
『元史』などの漢文史料では別理哥帖木爾(biélǐgē tièmùěr)と表記される。

## 概要
ベルケ・テムルはモンゴル帝国建国の功臣、ジャライル部の国王ムカリの子孫の一人で、黒竜江下流域に進出したことで知られるシディの息子に当たる。ベルケ・テムルは幼くして父を亡くしたことで母親に学問を教えられ、僅かな誤りがあれば必ず叱責されるような教育を受けて成長した。
その後、母親が重い病にかかるとつきっきりで看病をし、事情を知ったオルジェイトゥ・カアン（成宗テムル）が医者を派遣すると、医者は昔人は股の肉を割いて与えることで家族の病を癒やしたことがあると述べた。これを聞いたベルケ・テムルは早速自らの肉を削いで薬を煎じたところ、母親の病は治ったが、その頃ベルケ・テムルは憔悴しきっていたという。また、ベルケ・テムルは器量が広く、遠来の客が誤って玉杯を落として割ってしまった時も、泰然自若としていたため周囲の者は感服したという逸話が残っている。
その後、ブヤント・カアン（仁宗アユルバルワダ）に仕えると、ある時ブヤント・カアンは周の文王について周囲の者に尋ねたことがあったが、多くの者が何も答えられない中、ベルケ・テムルのみは詳細に答えた。そこでブヤント・カアンは酒を賜り、「卿こそモンゴル人の中の儒者である」と語ったという。その後、ブヤント・カアンの治世中の1317年（延祐4年）に32歳で若くして亡くなった。
元末に紅巾の乱討伐などで活躍したドルジバルはベルケ・テムルの息子にあたる。

## ジャライル部スグンチャク系国王ムカリ家
- グウン・ゴア（Gü’ün U’a ＞孔温窟哇/kǒngwēn kūwa）
  - 左翼万人隊長・国王ムカリ（Muqali guy-ong ＞木華黎国王/mùhuálí guówáng,موقلىكويانك/mūqalī kūyānk）
    - 左翼万人隊長・国王ボオル（Bo’ol ＞孛魯bólŭ,بوغول/būghūl）
      - 国王スグンチャク（Süγunčaq ＞速渾察/sùhúnchá）
        - 国王クルムシ（Qurmši ＞忽林池/hūlínchí）
        - ナヤン（Nayan ＞乃燕/nǎiyàn）
          - 同知通政院事シディ（Šidi ＞碩徳/shídé）
            - ベルケ・テムル（Berge temür ＞別理哥帖木爾/biélǐgē tièmùěr）
              - 中書平章政事ドルジバル（Dorǰibal ＞朶爾直班/duǒěrzhíbān）
                - テグス・テムル（Tegüs temür ＞鉄固思帖木而/tiěgùsī tièmùér）
                - ドルゲン・テムル（Dürgen temür ＞篤堅帖木而/dǔjiān tièmùér）

          - バヤンチャル（Bayančar ＞伯顔察児/bǎiyáncháér）

        - 江淮行省左丞相センウ（Seng'ü ＞相威/xiāngwēi）
          - 南行台御史大夫アラーウッディーン（Šidi ＞阿老瓦丁/ālǎowǎdīng）
            - 集賢大学士トゴン（Toγon ＞脱歓/tuōhuān）

        - サルバン（Sarban ＞撒蛮/sāmán）
          - 江浙行省平章トクト（Toqto ＞脱脱/tuōtuō）
            - 中書右丞相ドルジ（Dorǰi ＞朶児只/duǒérzhǐ）
              - 翰林学士ドスマン・テムル（Dosman temür ＞朶蛮帖木児/duǒmán tièmùér）
              - 国王エムケシリ（Emmgeširi ＞俺木哥失里/ǎnmùgēshīlǐ）